# レオーネ山口
レオーネ山口（レオーネやまぐち）は山口県山口市・防府市を本拠地として、幼稚園から高校生まで及び女子を対象として（日本サッカー協会チーム登録種別の第2種・第3種・第4種登録および女子チーム登録相当）活動していたサッカークラブ。
2015年から日本プロサッカーリーグ（Jリーグ）に所属するレノファ山口FCの下部組織「レノファ山口FCアカデミー」「レノファ山口FCレディース」となっている。
本項目では主として2014年までの概要について記す。2015年以降の概要についてはレノファ山口FC#アカデミーの項目を参照のこと。

## 概要
1997年に元サッカー選手の河村孝が前身のFCレオーネを設立。「レオーネ」はイタリア語で獅子の意味を指す「leone」から。事務局は山口市下小鯖のアディダスフットサルパーク山口（現・山口オレンジフィールド）内に置かれていた。U-15は防府市のリーグに参加するチームをメインとし、その他の地域ではサッカースクールの形式で運営されていた。
個の育成を第一に考えた指導方針のもとに、幼稚園から中学生までの一貫指導を行っている。「観ている人も、選手も楽しいサッカー」がクラブのスタイル。
U-15チームは2008年の第20回高円宮杯全日本ユースサッカー選手権において全国大会初出場ながら第3位という成績を収めている。また、2012年の日本クラブユース選手権 (U-15) デベロップカップ2012において準優勝している。
長らく第2種以上の登録チームを持たない、独立系のジュニアユースクラブであったが、2012年にユース (U-18) 部門を設立。クラブ創設以来初めてセレクションを行った。U-18は野田学園高校と提携しており、同高校への在籍を前提としている。
2014年にU-18部門がレノファ山口FCの下部組織（レノファ山口FC U-18）に移行し、2015年にはレノファ山口FCとの本格的な提携が発表され、4月1日以降はクラブ名を「レノファ山口FCアカデミー」に変更し、U-15世代より下のレノファ山口の育成組織として活動することになった。運営法人名も「特定非営利活動法人レオーネ山口スポーツクラブ」から「特定非営利活動法人レノファ山口スポーツクラブ」に変更し、他部門も含めて「レオーネ山口」の名称の使用を終了している。

## チーム名変遷
- FCレオーネ (1997年-2005年)
- レオーネ山口 (2006年-2015年3月）

## 主な成績
U-15
- 高円宮杯全日本ユース(U-15)サッカー選手権大会
  - 山口県大会 - 優勝5回（2007年-2012年）※2009年は県大会免除
  - 中国地域大会 - 優勝1回（2008年）、準優勝1回（2011年）ベスト4 1回（2007年）
  - 全国大会 - 3位1回（2008年）

- 山口県U-15チャンピオンリーグ
  - 1部リーグ 優勝6回（2007-2008、2011、2012）

- 日本クラブユースサッカー選手権
  - 山口県大会 - 優勝3回（2008年、2010年、2012年）、第3位（2011年）
  - 中国地域大会 - 3位1回（2012年）、決勝T進出1回（2011年）
  - デベロップカップ - 準優勝1回（2012年）

- JFAプレミアカップ - 全国大会出場2回（2010年、2011年）

U-12
- 全日本少年サッカー大会山口県中央大会 - 優勝1回（2009年）、3位2回（2004年、2008年）
- 山口県少年サッカー選手権大会 - 優勝1回（2007年）、3位1回（2005年）

## 主なOB・OG選手
特記なき選手の出典: 卒業生の活躍報告（レノファ山口スポーツクラブ）
- 山内悠誠 - 東京ヴェルディビーチサッカー所属、ビーチサッカー日本代表
- 原川力[5] - 京都U-18出身、柏レイソル所属、AFC U-22アジアカップ2013日本代表
- 田中陽子[5] - JFAアカデミー福島出身、レノファ山口FCレディース所属、2012 FIFA U-20女子ワールドカップ日本代表
- 菊本侑希[6][7] - 福岡U-18出身、元レノファ山口FC在籍
- 浦紘史[7] - 福岡U-18出身、元レノファ山口FC在籍
- 清永丈瑠[8] - 鹿島U-18出身、FC.AWJ所属（元レノファ山口FC在籍）
- 久永翼 - 京都U-18出身、現・いわきFCアカデミースタッフ
- 藤原奏哉 - ルーテル学院高校→阪南大学卒、アルビレックス新潟所属
- 小笠原佳祐[9] - 東福岡高校→筑波大学卒、SC相模原所属
- 河上将平[10] - 東海大学付属静岡翔洋高校→専修大学卒、カマタマーレ讃岐所属

## ユニフォーム

### チームカラー
- チームカラーはブルー、オレンジ。

### 注記
1. ↑  このため、後にプロサッカー選手となったOBの原川力は高校進学時に京都サンガF.C.U-18に、菊本侑希と浦紘史はアビスパ福岡U-18に進んでいる。菊本と浦は2015年の対談で「（レオーネにU-18があったら）100%そこに進もうと思っていた」と語っている[2]。

## 参考資料
- フロムワン（編）『Jリーグサッカーキング』第9巻第17号、朝日新聞出版、2015年9月24日、2015年9月25日閲覧。